# Efforia
Efforia (en japonais : エフフォーリア), né en 2018, est un cheval de course japonais, élu cheval de l'année au Japon en 2021.

## Carrière de courses

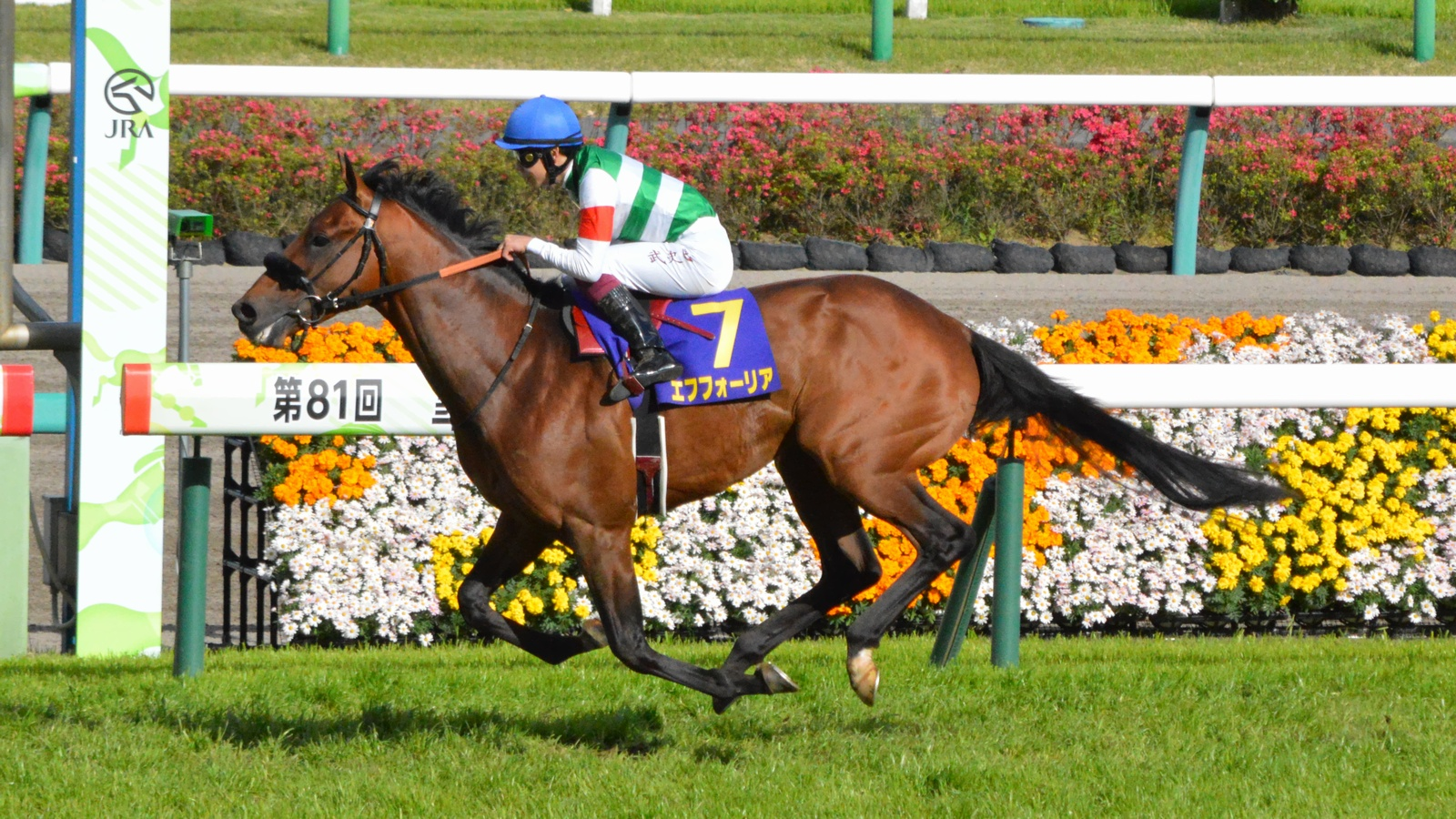
Efforia dans le Satsuki Shō

Élevé par Northern Farm, qui en transfère la propriété à U Carrot Farm, l'une de ses filiales, Efforia effectue des débuts discrets mais sans faute, remportant deux courses mineures sans se frotter à l'élite de sa génération. Ce sera pour l'année suivant, lorsque le poulain, après une rentrée victorieuse dans un groupe 3 devant Victipharus et un certain Sharyar, remporte de toute une classe le Satsuki Shō, les 2000 Guinées japonaises, aux dépens de Titleholder. Parti pour la triple couronne, il subit sa première défaite dans le Tokyo Yushun, d'un nez face à Sharyar. Pas de triple couronne, donc, et d'ailleurs Efforia ne dispute même pas la troisième manche, le Kikuka Shō, apanage de Titleholder. Il défie plutôt les chevaux d'âge dans le Tenno Sho d'automne, et notamment les champions Contrail, lauréat de la triple couronne 2020, et Gan Alegria (Oka Shō, Yasuda Kinen, Sprinters Stakes). Sa nette victoire devant les deux précités lui vaut de terminer en tête des suffrages pour l'Arima Kinen, une sorte de finale de la saison dont les participants sont choisis par le public. On lui oppose la Chrono Genesis et Deep Bond, tous deux revenant d'une expédition infructueuse en quête du Prix de l'Arc de Triomphe. Efforia s'impose une nouvelle fois, réussissant un doublé Tenno Sho d'automne / Arima Kinen que seuls avant lui quatre chevaux (dont Symboli Kris S à deux reprises, et Kitasan Black) avaient accompli. Il conclut ainsi une année et même, à ce moment, une carrière parfaite : six victoires en sept courses, et une défaite malheureuse, d'un nez. Vainqueur de deux des dix courses les plus relevées au monde en termes de ratings (le Tenno Sho et l'Arima Kinen, classées quatrième et huitième par la FIAH), titulaire du dixième rating mondial, il est logiquement élu cheval de l'année (avec 277 voix sur 296) et meilleur 3 ans japonais.
Ce sera pourtant sa dernière victoire. En 2022, la machine s'enraye. Tout commence par un coup de malchance : pour sa rentrée dans le Osaka Hai, en avril, Efforia se cogne la tête dans sa stalle, ce qui explique peut-être sa contre-performance, la première de sa carrière. Mais le mal semble plus profond, puisque fin juin, dans le Takarazuka Kinen, il est méconnaissable, terminant sixième d'une course remportée par Titleholder. Néanmoins, on le retrouve dans l'Arima Kinen, mais là encore il doit se contenter de faire de la figuration dans une épreuve survolée par le nouveau cador du galop japonais, Equinox. Efforia reste à l'entraînement malgré cette saison noire. Il réapparaît dans le Kyoto Kinen, où il est très attendu malgré la présence du Derby-winner Do Deuce. Mais il était écrit que seule l'année 2021 était la sienne, puisque Efforia est victime d'une fibrillation atriale durant le parcours. Sans passer le poteau d'arrivée, il rentre aux écuries, et au haras.

### Résumé de carrière
| Date        | Hippodrome  | Pays        | Course                 | Statut      | Distance    | Jockey           | Place       | Écart       | Vainqueur ou deuxième |
| 2020, 2 ans | 2020, 2 ans | 2020, 2 ans | 2020, 2 ans            | 2020, 2 ans | 2020, 2 ans | 2020, 2 ans      | 2020, 2 ans | 2020, 2 ans | 2020, 2 ans           |
| ----------- | ----------- | ----------- | ---------------------- | ----------- | ----------- | ---------------- | ----------- | ----------- | --------------------- |
| 23 août     | Sapporo     | Japon       | Inédits                |             | 2 000 m     | Takeshi Yokoyama | 1er / 7     | 3/4         | Escobar               |
| 8 novembre  | Kyoto       | Japon       | Hyakunichiso Tokubetsu |             | 2 000 m     | Takeshi Yokoyama | 1er / 8     | 1 ¼         | Rain From Heaven      |
| 2021, 3 ans |             |             |                        |             |             |                  |             |             |                       |
| 14 février  | Nakayama    | Japon       | Kyodo News Hai         | Gr. 3       | 1 800 m     | Takeshi Yokoyama | 1er / 12    | 2 ½         | Victipharus           |
| 18 avril    | Nakayama    | Japon       | Satsuki Shō            | Gr. 1       | 2 000 m     | Takeshi Yokoyama | 1er / 16    | 3           | Titleholder           |
| 29 mai      | Tokyo       | Japon       | Tokyo Yushun           | Gr. 1       | 2 400 m     | Takeshi Yokoyama | 2e / 17     | nez         | Shahryar              |
| 31 octobre  | Tokyo       | Japon       | Tenno Sho (Automne)    | Gr. 1       | 2 000 m     | Takeshi Yokoyama | 1er / 16    | 1           | Contrail              |
| 26 décembre | Nakayama    | Japon       | Arima Kinen            | Gr. 1       | 2 500 m     | Takeshi Yokoyama | 1er / 16    | 3/4         | Deep Bond             |
| 2022, 4 ans |             |             |                        |             |             |                  |             |             |                       |
| 3 avril     | Hanshin     | Japon       | Osaka Hai              | Gr. 1       | 2 000 m     | Takeshi Yokoyama | 9e / 16     | 4 ¼         | Potager               |
| 26 juin     | Hanshin     | Japon       | Takarazuka Kinen       | Gr. 1       | 2 200 m     | Takeshi Yokoyama | 6e / 17     | 5 ¾         | Titleholder           |
| 25 décembre | Nakayama    | Japon       | Arima Kinen            | Gr. 1       | 2 500 m     | Takeshi Yokoyama | 5e / 16     | 5           | Equinox               |
| 2023, 5 ans |             |             |                        |             |             |                  |             |             |                       |
| 12 février  | Kyoto       | Japon       | Kyoto Kinen            | Gr. 2       | 2 200 m     | Takeshi Yokoyama | DNF         |             | Do Deuce              |

## Au haras
Efforia rejoint l'armada des étalons Shadai Farm à Hokkaido, à un tarif de 3 millions de yens la saillie.

## Origines
En 2023 Epiphaneia, le père d'Efforia, fait  la monte à 19 millions de yens, ce qui fait de lui l'étalon le plus cher de Shadai Farm. Deux ans plus tôt, il était proposé à 2,5 millions de yens. Ce lauréat du Kikuka Sho et de la Japan Cup, qui avait obtenu le deuxième rating mondial en 2014, a réalisé de tonitruants débuts au haras grâce à Efforia et la championne Daring Tact, lauréate de la triple couronne des pouliches.
Katies Heart, la mère, a remporté trois petites courses mais se recommande de sa sœur My Katies, qui a engendré le champion Admire Moon (Japan Cup, Dubaï Duty Free, Takarazuka Kinen, cheval de l'année 2007). Toutes deux sont des petites filles de l'Anglaise Katies, lauréate des Irish 1000 Guineas en 1984. Vendue aux États-Unis en 1986, puis acquise par des éleveurs japonais pour 1 million de dollars alors qu'elle portait dans ses flancs un fils d'Alydar, elle est restée sur le sol américain tandis que certains de ses produits faisaient carrière au Japon. Parmi eux la championne Hishi Amazon (par Theatrical), numéro 1 de sa génération à 2, 3 et 4 ans (ce qui lui vaudra 3 JRA Awards), lauréate du Hanshin Himba Stakes, de la Queen Elizabeth II Commemorative Cup, deuxième de l'Arima Kinen et de la Japan Cup, et Hishi Pinnacle (par Theatrical), troisième du Shuka Sho. D'autres de ses filles ont fait carrière en Europe avant d'aller au haras au Japon, telles What Katy Did (par Nureyev), placée de groupe en Allemagne et de Listed en France, qui allait donner Sleepless Night (par Kurofone), gagnante des Sprinters Stakes, et Katies First, qui s'est adjugée une Listed en France, puis a rejoint le Japon en 1996 où elle a donné Katies Heart, la mère d'Efforia.

### Pedigree
| Origines de Efforia (JPN), mâle bai né en 2018 | Origines de Efforia (JPN), mâle bai né en 2018 | Origines de Efforia (JPN), mâle bai né en 2018 | Origines de Efforia (JPN), mâle bai né en 2018 |
| ---------------------------------------------- | ---------------------------------------------- | ---------------------------------------------- | ---------------------------------------------- |
| Père Epiphaneia 2010                           | Symboli Kris S 1999                            | Kris S                                         | Roberto                                        |
| Père Epiphaneia 2010                           | Symboli Kris S 1999                            | Kris S                                         | Sharp Queen                                    |
| Père Epiphaneia 2010                           | Symboli Kris S 1999                            | Tee Kay                                        | Gold Meridian                                  |
| Père Epiphaneia 2010                           | Symboli Kris S 1999                            | Tee Kay                                        | Tri Argo                                       |
| Père Epiphaneia 2010                           | Cesario 2002                                   | Special Week                                   | Sunday Silence                                 |
| Père Epiphaneia 2010                           | Cesario 2002                                   | Special Week                                   | Campaign Girl                                  |
| Père Epiphaneia 2010                           | Cesario 2002                                   | Kirov Premiere                                 | Sadler's Wells                                 |
| Père Epiphaneia 2010                           | Cesario 2002                                   | Kirov Premiere                                 | Querida                                        |
| Mère Katies Heart 2009                         | Heart's Cry 2001                               | Sunday Silence                                 | Halo                                           |
| Mère Katies Heart 2009                         | Heart's Cry 2001                               | Sunday Silence                                 | Wishing Well                                   |
| Mère Katies Heart 2009                         | Heart's Cry 2001                               | Irish Dance                                    | Tony Bin                                       |
| Mère Katies Heart 2009                         | Heart's Cry 2001                               | Irish Dance                                    | Buper Dance                                    |
| Mère Katies Heart 2009                         | Katies First 1987                              | Kris                                           | Sharpen Up                                     |
| Mère Katies Heart 2009                         | Katies First 1987                              | Kris                                           | Doubly Sure                                    |
| Mère Katies Heart 2009                         | Katies First 1987                              | Katies                                         | Nonoalco                                       |
| Mère Katies Heart 2009                         | Katies First 1987                              | Katies                                         | Mortefontaine (famille 7-f)                    |